# 犬塚則久
犬塚 則久（いぬづか のりひさ、1948年 - ）は、日本の古生物学者。青森県出身。
1948年、青森県生まれ。1975年東京大学医学部助手(解剖学第2講座)。

## 著書
- 犬塚則久 (1986), “束柱類(目)”, in 後藤仁敏; 大泰司紀之, 歯の比較解剖学, 医歯薬出版, pp. 186, ISBN 4263400704

## 論文
- 国立情報学研究所収録論文 国立情報学研究所